# Chad Deering
Chad Deering (* 2. September 1970 in Garland, Texas, USA) ist ein ehemaliger US-amerikanischer Fußball-Nationalspieler.
Deering wuchs im texanischen Garland auf und spielte bereits in der High School erfolgreich Fußball. Im Alter von 16 Jahren wurde er in die U-16-Nationalmannschaft der Vereinigten Staaten für die U-16-WM 1987 berufen. Später spielte er an der Indiana University.
1990 schaffte er als einer der ersten US-Amerikaner den Sprung nach Deutschland. Zwischen 1990 und 1993 spielte er für die Amateure von Werder Bremen. Er wurde 1992/93 als Spieler des Jahres der Oberliga Nord ausgezeichnet. 1993 wechselte er für ein Jahr zum FC Schalke 04, wo er seine ersten sechs Bundesligaspiele absolvierte.
1994 spielte er ein Jahr in Norwegen bei Rosenborg B.K. und danach als Amateur bei den Kickers Emden.
Von 1996 bis 1998 spielte er beim VfL Wolfsburg zuerst in der 2. Bundesliga. Hier schaffte er mit dem Klub den Aufstieg und spielte auch in der Bundesliga. Für Wolfsburg erzielte er in 41 Spielen fünf Tore.
Den Abschluss seiner Karriere bildete der FC Dallas, für den er zwischen 1998 und 2003 in der Major League Soccer auflief. Hier absolvierte er 163 Spiele, in denen er 16 Tore erzielte. Anschließend wechselte er in den Hallenfußball.
Deering absolvierte auch 18 A-Länderspiele für die USA, wobei ihm ein Tor gelang. Bei der WM 1998 spielte er eine Partie.